# Vestingwerken van Delft

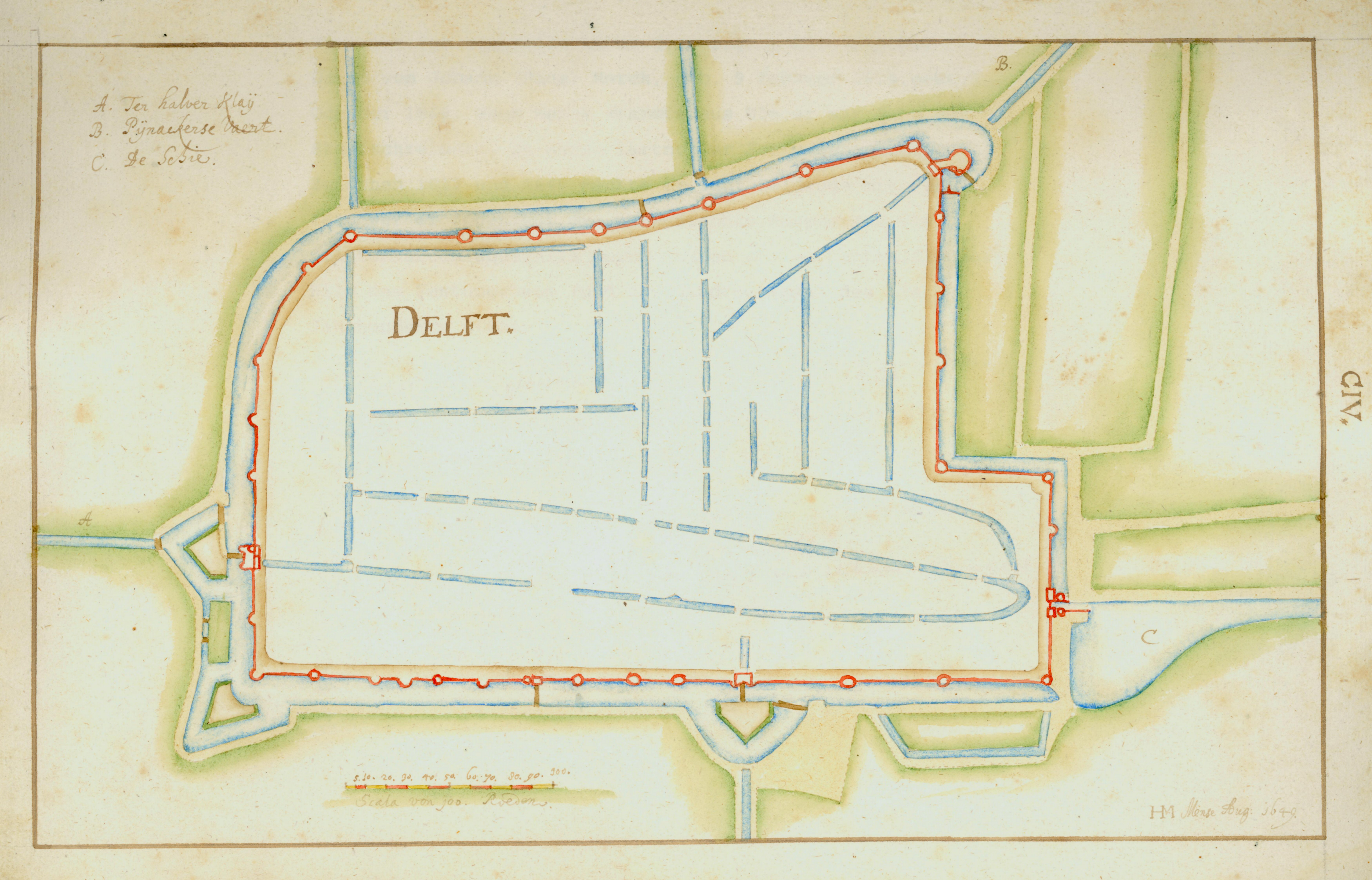
Kaart van Delft met aanduiding van de vestingwerken door H.M. Mensen (1649)

De eerste vestingwerken van Delft werden opgetrokken vanaf 1300. Na het beleg van Delft in 1359, waarin de stad Delft zich overgaf aan graaf Albrecht van Beieren, moest Delft de vestingwerken afbreken, de grachten dempen en de poorten slopen. In 1394 stond Albrecht van Beieren het toe om nieuwe poorten te bouwen. Van Filips de Goede, die in 1433 graaf van Holland werd, mocht Delft vanaf 1448 ook haar muren en waltorens weer opbouwen.

## Stadspoorten

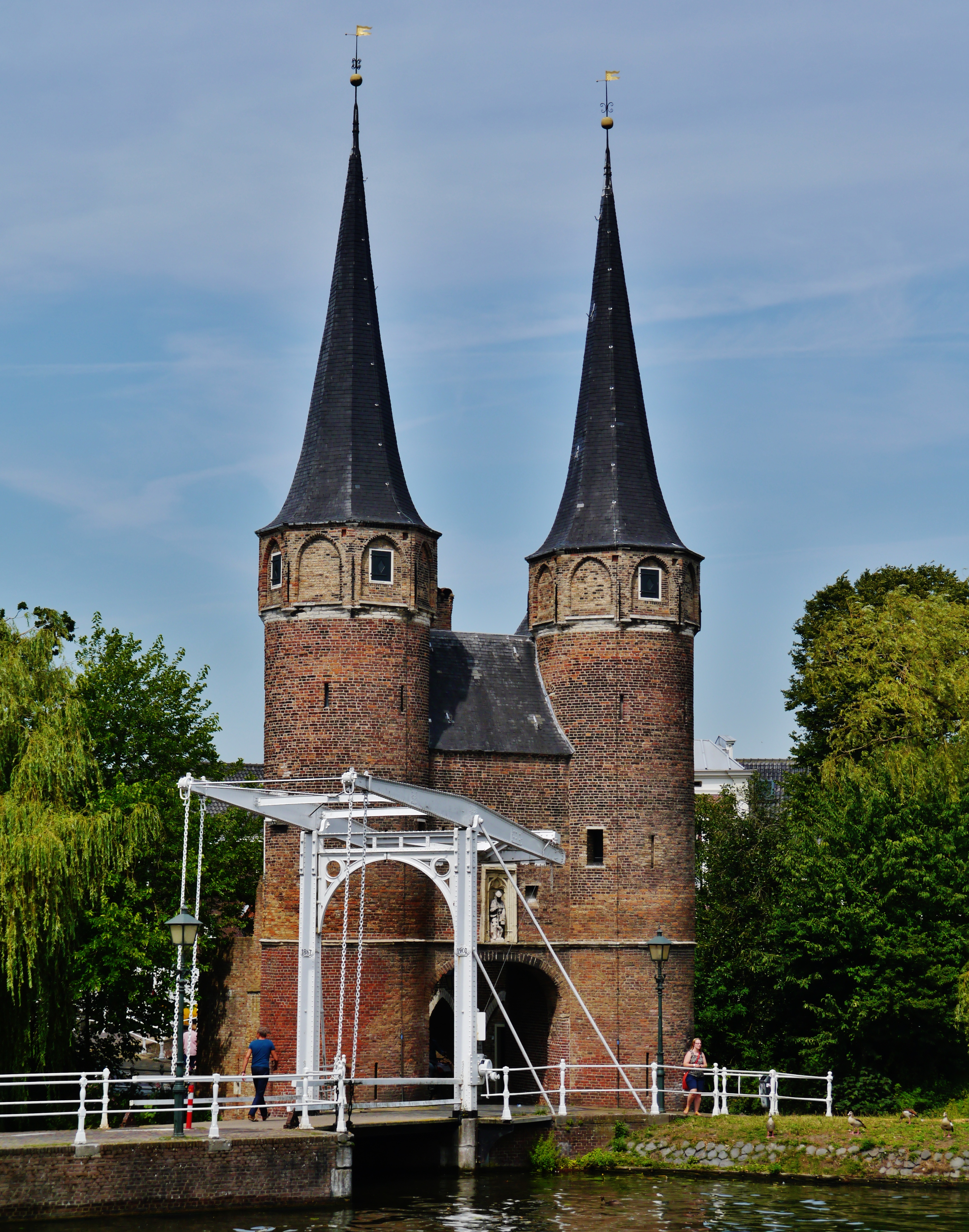
De Oostpoort, de enige Delftse stadspoort die niet gesloopt werd

Delft kende acht stadspoorten. Zes daarvan werden gezien als de hoofdtoegangspoorten van de stad:
- Ten noorden van de stad bevonden zich de Haagpoort en de Wateringse Poort. Van origine waren dit twee afzonderlijke poorten aan weerszijden van het water, maar tijdens de tachtigjarige oorlog werden beide torens met elkaar verbonden, om beide poorten efficiënter te kunnen verdedigen. De poort sloot aan op de Vliet richting Den Haag, Wateringen en Leiden.
- In het westen lag de Waterslootse Poort (-1847), aansluitend op de Buitenwatersloot richting het Westland. De poort stond ook wel bekend onder de namen Westlandse, Maaslandse of Sint-Jorispoort.
- In het zuiden bevonden zich de Rotterdamse (-1834) en de Schiedamse Poort (-1836), aansluitend op de Schie richting Rotterdam, Schiedam en Delfshaven. Beide poorten stonden aan weerszijden van de Schie. De Rotterdamse poort stond ook wel bekend als de Sint Jakobs- of Wittevrouwenpoort. De Schiedamse Poort werd ook wel aangeduid als de Schiedammer-, Kethel- of Zuydtpoort. Beide poorten zijn vereeuwigd in het schilderij Gezicht op Delft van Johannes Vermeer.
- In het oosten bevond zich de Oostpoort, een militair werk dat onder meer zou zijn gebruikt als gevangenis. De poort werd in het verleden ook wel de Sint-Katharijnepoort genoemd.

Daarnaast had de stad twee kleine stadspoorten onder de wal door. Een daarvan was de Koepoort in het oosten, die gebruikt werd om het vee van en naar de weilanden buiten de stad te drijven. De andere was de Schoolpoort (-1829) in de westelijke stadswal, die haar naam ontleende aan de nabijgelegen Latijnse school.
In de negentiende eeuw werden zeven van de acht stadspoorten gesloopt. Enkel de Oostpoort kon in de 21ste eeuw nog in volle glorie bewonderd worden. 

## Waltorens en rondelen
Over de hele lengte van de stadswal waren er verschillende waltorens tegen de wal aangebracht. Op verschillende plekken bevonden zich ook rondelen, molens en waren delen van de stadswal met andere bouwsels bebouwd. Welke torens er door de jaren exact bestaan hebben, is niet met zekerheid te zeggen. Wel zijn er in de zeventiende eeuw meerdere kaarten en tekeningen gemaakt waarop de verschillende torens staan aangegeven. Zo publiceerde de Amsterdamse cartograaf Joan Blaeu in 1649 een atlas met daarin onder meer een kaart van Delft, en maakte Coenraed Decker in 1667 een gravure van de westelijke stadsomwalling. De Kaart Figuratief Delft van Dirck van Bleyswijck uit 1678 wordt over het algemeen echter beschouwd als de meest betrouwbare weergave van de binnenstad van Delft, voorafgaand aan de oprichting van het Kadaster in 1832.  

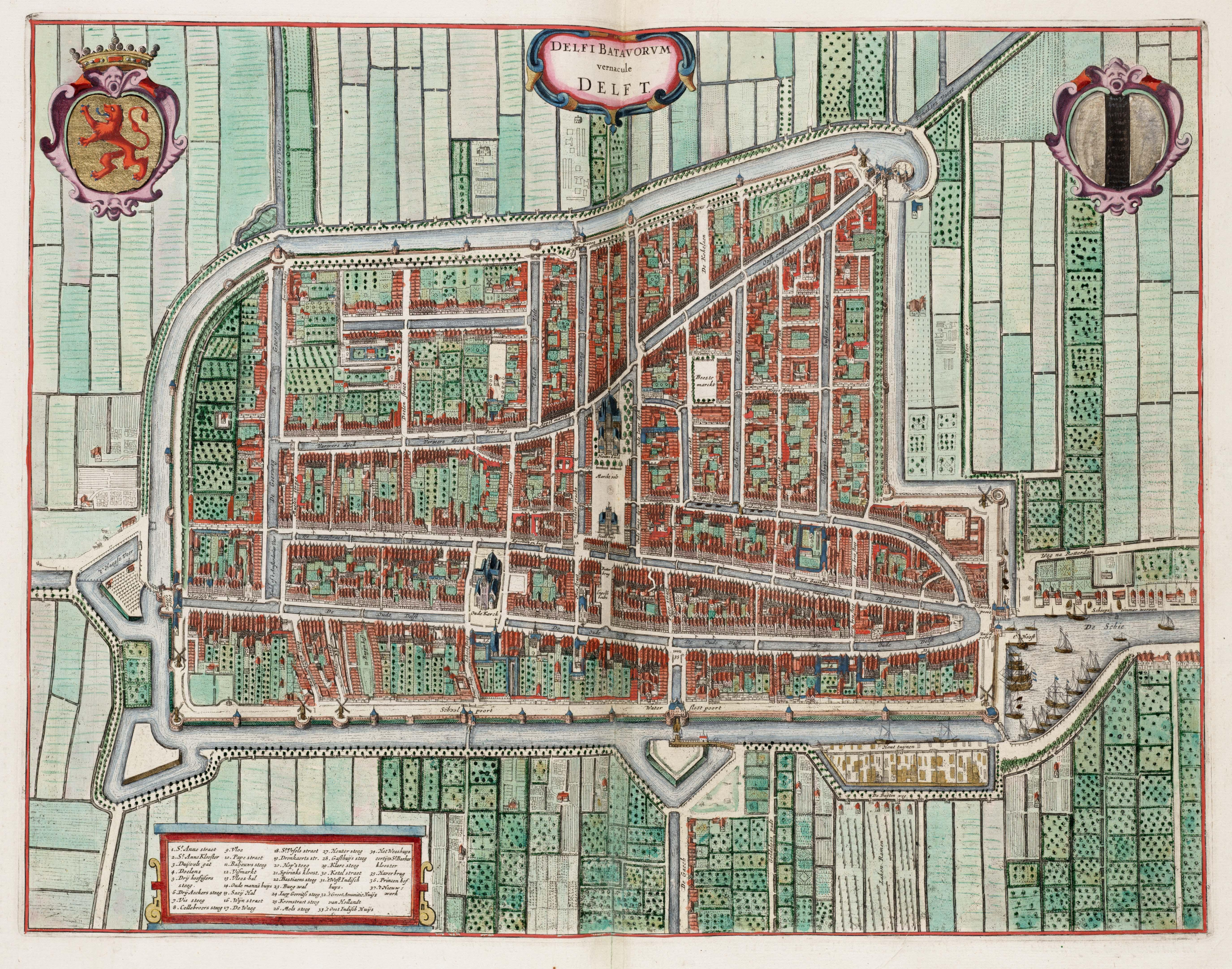
Kaart van Delft door Joan Blaeu (1649). Nb.: de rechter bovenhoek van de kaart wijst naar het oosten

Kaart van Delft door Dirck van Bleyswijck (1678). Nb.: de rechter bovenhoek van de kaart wijst naar het oosten

### Tussen de Wateringse en Haagse Poort en de Oostpoort
Volgens de kaart van Jan Verkolje bevonden zich in 1678 met de klok mee achtereenvolgens de volgende elementen op de stadswal:
- De St. Andriestoren

- De St. Joostentoren
- De Sint-Annatoren
- De St. Claratoren
- Een naamloze toren bij het Duyvelsgat
- De Sint-Huybrechtstoren
- De Sint-Joristoren
- De Rietveldse Toren
- De Koepoortse toren (ter hoogte van de Koepoort)
- De Hopsteegse toren
- De Winter- of Oosttoren
- De Oostmolen, een molen direct ten oosten van de Oostpoort.

De atlas van Blaeu toont torens op dezelfde locaties. Volgens een standaardwerk uit 1733 zou er tussen de St. Joostentoren en de St. Annatoren ook ooit een St. Stevenstoren hebben gestaan.  

### Tussen de Oostpoort en de Rotterdamse en Schiedamse Poort
Volgens de kaart van Jan Verkolje bevonden zich in 1678 met de klok mee achtereenvolgens de volgende elementen op de stadswal:
- Sint Agnietentoren
- Sint Sebastiaanstoren
- De Spreng- of Spreijmolen
- De Oostenrijkse toren, met de Roosmolen erachter
- De Henegouwse toren
- Een naamloos rondeel

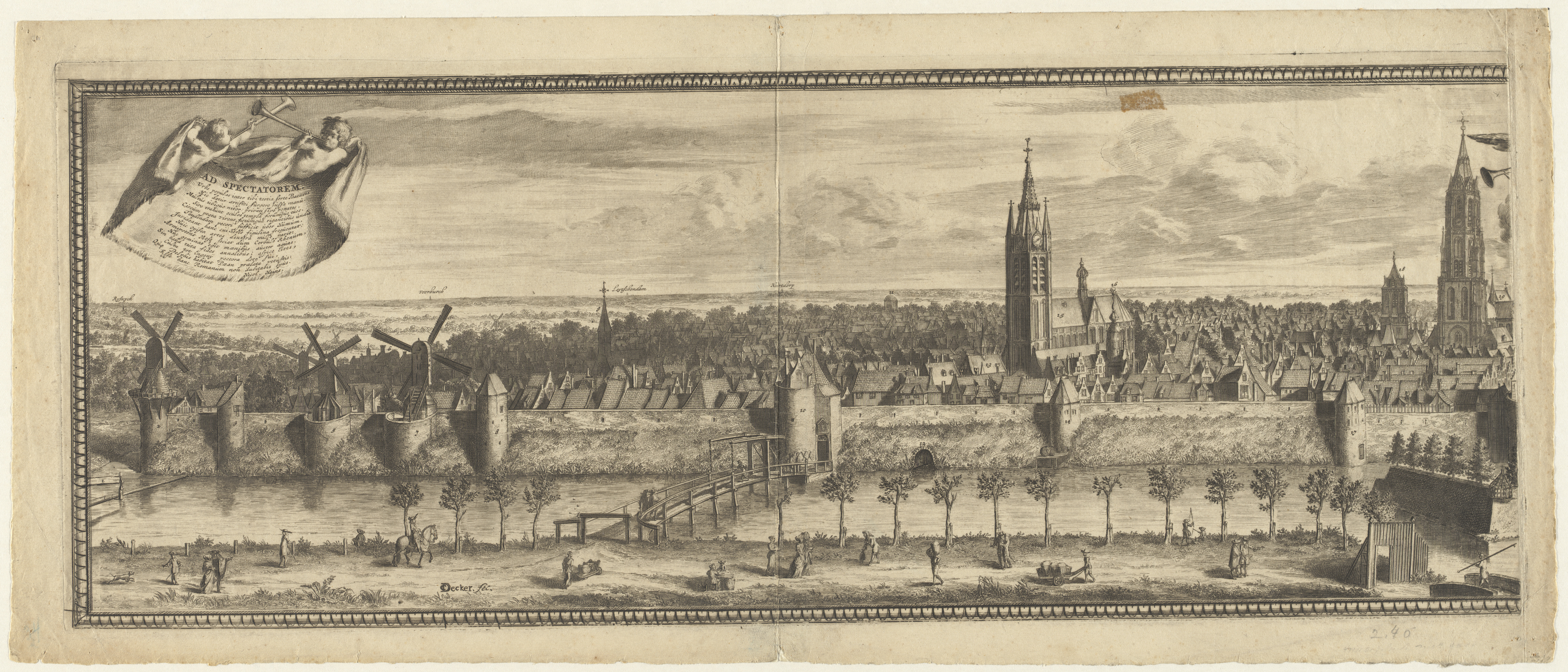
Gravure van de westelijke omwalling van Delft, met uiterst links de Heltoren en uiterst rechts de Waterslootsepoort (1667)

In de atlas van Blaeu is het naamloze rondeel niet aanwezig. Wel bevindt zich daarop een extra rondeel tussen de Sint Agnietentoren en de Sint Sebastiaanstoren, ter hoogte van wat bebouwing aan de overkant van de Schie.  

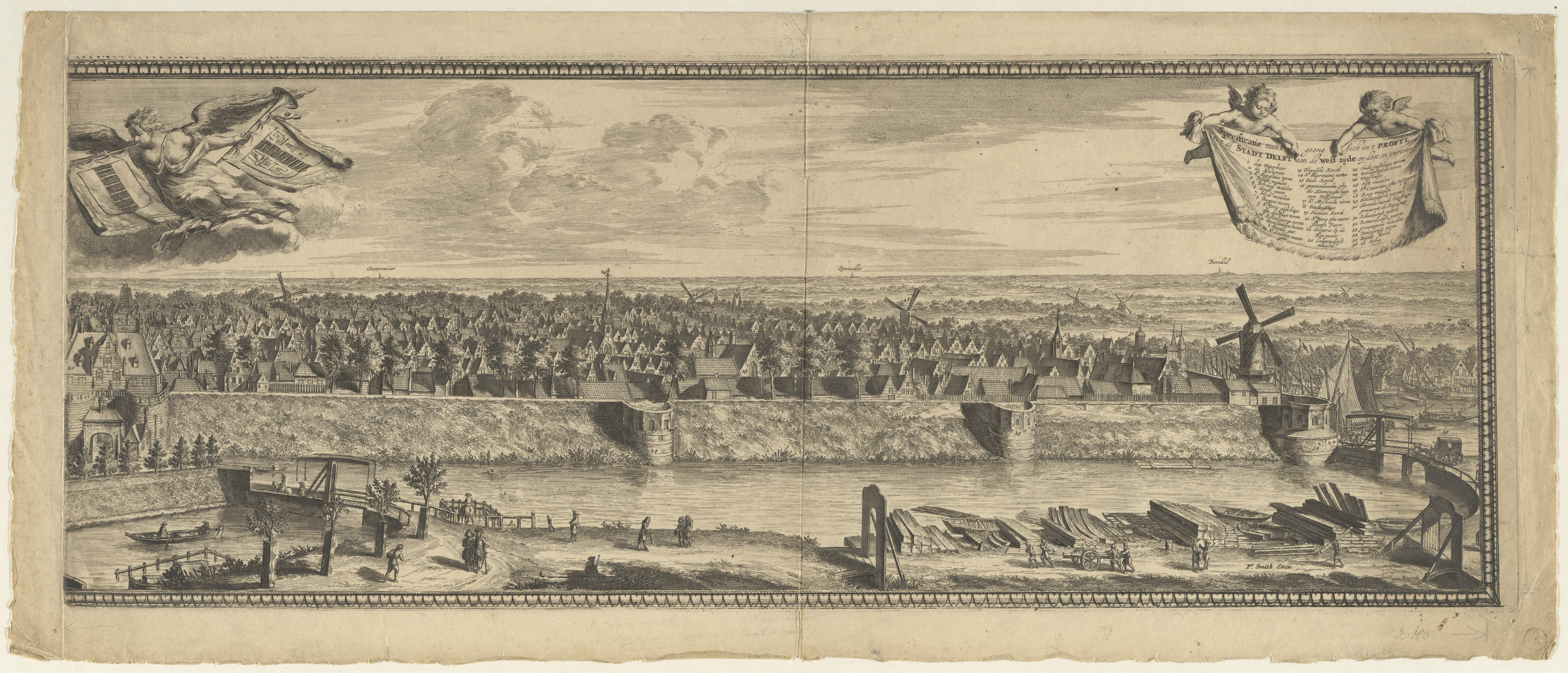
Gravure van de westelijke omwalling van Delft, met uiterst links de Waterslootsepoort en uiterst rechts de Bourgondische Toren (1667)

### Tussen de Rotterdamse en Schiedamse Poort en de Waterslootsepoort
Volgens de kaart van Jan Verkolje bevonden zich in 1678 met de klok mee achtereenvolgens de volgende elementen op de stadswal:
- Enkele woningen of barakken tussen de Schiedamsepoort en de Bourgondische toren
- De Bourgondische toren, op de hoek in het zuidwesten
- De Hollandse toren
- De Zeelandse toren

In de atlas van Blaeu staat er tussen de Schiedamsepoort en de Bourgondische toren geen bebouwing. 

### Tussen de Waterslootsepoort en de Wateringse en Haagse Poort
Volgens de kaart van Jan Verkolje bevonden zich in 1678 met de klok mee achtereenvolgens de volgende elementen op de stadswal:
- Enkele woningen of barakken tussen de Waterslootsepoort en de Sint-Michielstoren
- De Sint-Michielstoren
- De Sint-Hiëronimustoren
- De Schooltoren (ter hoogte van de Schoolpoort)
- De Bagijnetoren
- Een rondeel met daarop de Steckmolen
- Een rondeel met daarop de Bordeelmolen
- De Sint-Hippolytustoren
- De Heltoren, een ronde toren met een standerdmolen erop, op de noordwestelijke hoek van de stadswal
- Een rondeel met daarop de Proostmolen

Daarnaast bevond zich op de kaart ter hoogte van het Sint-Agathaklooster, halverwege de Sint-Hiëronimustoren en de Schooltoren, een kleine waltunnel in de stadsmuur. De waltunnel is ook zichtbaar op de gravure van Decker uit 1667, en in de atlas van Blaeu uit 1649. Bij Blaeu bevond zich direct ten zuiden van deze tunnel ook een extra waltoren. Daarnaast had Blaeu in zijn atlas ook een soort vierkant rondeel op de stadswal aangebracht, tussen de Schooltoren en de Bagijnetoren. 